# Ivano Brugnetti
Ivano Brugnetti (Milán, 1 de septiembre de 1976) es un atleta italiano especializado en marcha atlética.
En el año 2001 recibió el título de campeón mundial de 1999 en la distancia de 50 km marcha cuando el marchador ruso German Skuriguin resultó descalificado por consumo de testosterona.
La primera ocasión en que participó en unos Juegos Olímpicos, en los Juegos Olímpicos de Sídney de 2000, lo hizo en la distancia de 50 km marcha, no pudiendo finalizar la prueba.
En su segunda participación en unos Juegos olímpicos, en los Juegos Olímpicos de Atenas de 2004, Brugnetti se alzó con la medalla de oro en la distancia de 20 km marcha, ganando la prueba por el estrecho margen de 5 segundos.
En el año 2008 participó de nuevo en unos Juegos Olímpicos, en Pekín 2008, ocupando el 5.º puesto.
Sus mejores marcas son de 1h:19:36 en los 20 km, registrada en 2007, y 3h:47:54 en los 50 km, registrada en 1999.